# Dejeania bombylans
Dejeania bombylans là một loài ruồi trong họ Tachinidae.